# Qalhat
Qalhat (arabisch قلهات, DMG Qalhāt) ist eine Siedlung im Nordosten von Oman. In früheren Zeiten befand sich hier ein bedeutendes Handelszentrum für den Handel zwischen der Arabischen Halbinsel und Indien.

## Ortsbeschreibung

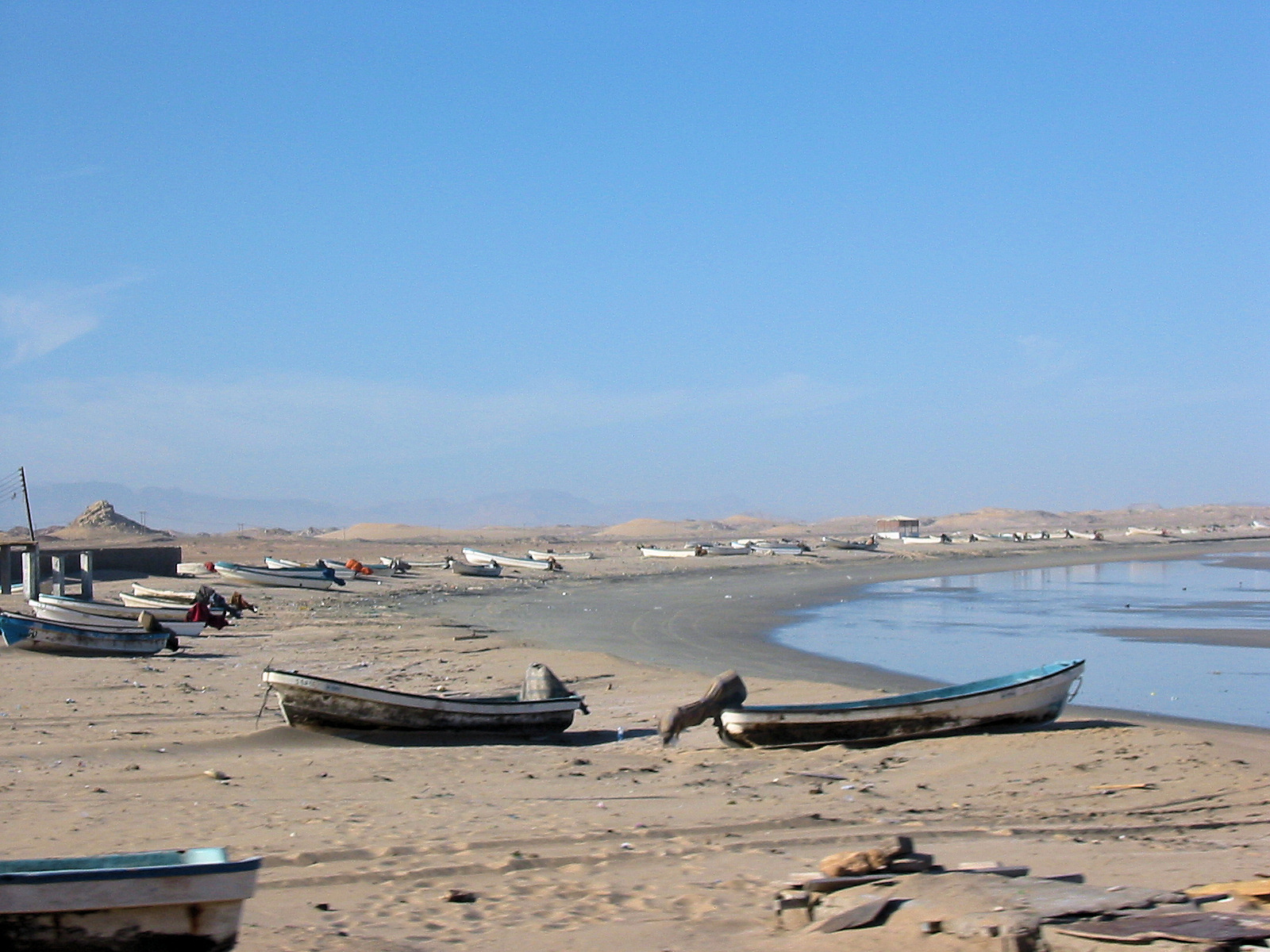
Fischerboote am Strand von Qalhat

Der Ort liegt im Süden des Gouvernements Dschanub asch-Scharqiyya im Wilayat Sur, etwa 20 Kilometer nördlich der Stadt Sur im heutigen Oman. Die Siedlung ist auf einem Plateau etwa 10 Meter über Meereshöhe gelegen und hatte nach dem Zensus von 2010 1123 Einwohner. Nach Westen wird sie durch Berge begrenzt, nach Norden durch das Meer und nach Nordwesten durch ein Tal und durch Schwemmland (khaur). Die Stadt nimmt eine Fläche von 35 Hektar ein und die Nord-Süd-Ausdehnung beträgt etwa 1 Kilometer. Die Stadt wird von Überresten früherer Befestigungsanlagen (Mauern, Türme) umgeben.
Der Hafen von Qalhat, Qalhat LNG Terminal oder Port of Qalhat, liegt etwas außerhalb des Ortes auf einem 1,4 km² großen Gelände. Hier befindet sich ein Hauptverladehafen für Flüssiggas aus den Gasfeldern von Oman. Insbesondere Investoren aus Japan und Korea sind an dem Hafenausbau beteiligt.
In Qalhat befindet sich einer der Landepunkte des internationalen Seekabels SEA-ME-WE 5.

## Geschichte
Historisch war Qalhat in der Zeit vor 1500 ein bedeutendes Handelszentrum am Arabischen Meer. Von hier gingen Seerouten nach Indien, in den Jemen und in den Persischen Golf. Im Wesentlichen fungierte der Ort als Zwischenhandelsstation für den Handel zwischen Indien und Arabien.
Qalhat war die zweite Hauptstadt des Sultanats von Hormus, das über mehrere Jahrhunderte von etwa 1300 bis 1508 den Zugang zum Persischen Golf an der Straße von Hormus kontrollierte. Zu seiner Blütezeit kontrollierte das Sultanat viele Städte an der Südküste Arabiens, darunter Qalhat, Qurayyat, Maskat und Sohar. Qalhat war als Handelszentrum weit über die Region hinaus bekannt und wurde von europäischen und arabischen Reisenden in deren Schriften als solches erwähnt, darunter Marco Polo (1254–1324) und Ibn Battūta (1304–1377). Letzterer hatte die Stadt auch zwischen 1328 and 1330 persönlich besucht. Als Handelsgüter kamen aus Arabien Rennpferde, Datteln, Perlen und Salz, aus Indien kamen Tuchwaren, Metallarbeiten, Gewürze und Reis.
Das Ende der Blütezeit von Qalhat und des gesamten Sultanats von Hormus kam mit der Ankunft der europäischen Kolonisatoren. 1505 hatte der portugiesische Seefahrer Afonso de Albuquerque bei seinem ersten Besuch eine Art Freundschaftsvertrag abgeschlossen. Schon 1508 kehrten die Portugiesen jedoch zurück, plünderten und zerstörten den großen Teil der Stadt und brachten in den folgenden Jahren auch das ganze Sultanat unter ihre Kontrolle. Das Hauptmotiv hierfür war das Bestreben, den lukrativen Gewürzhandel zwischen Indien und dem Osmanischen Reich unter Kontrolle zu bringen. Zu diesem Zweck errichteten die Portugiesen ein ausgedehntes Netz von Handelsstützpunkten und befestigten Plätzen an den Küsten des Indischen Ozeans und bekämpften den konkurrierenden arabisch-osmanischen Handel. Von der Zerstörung 1508 erholte sich Qalhat nicht mehr und das Handelszentrum verlagerte sich danach nach Maskat.

## Aufnahme in das Welterbe
Gegenwärtig zeugen noch einige Bauten und Ruinen von der einstigen Bedeutung. Das bedeutendste Architekturdenkmal ist das Mausoleum von Bibi Maryam. Das Mausoleum ist im selben Stil wie ähnliche Bauten aus derselben Zeit im Iran und in Zentralasien erbaut und wurde vom Sultan von Hormus und Herrscher über Qalat, Bahauddin Ayez für seine Frau Bibi Maryam erbaut.
Am 23. Mai 2013 stellte die omanische Regierung den Antrag bei der UNESCO, die historischen Stätten als Welterbe zu registrieren. Begründet wurde der Antrag damit, dass in Qalhat die bedeutendsten Überreste eines Seehandelsplatzes in Südarabien für den Überseehandel zu finden seien. Der Ort wurde in die sogenannte Tentativliste der UNESCO aufgenommen
und im Juni 2018 zum Welterbe erklärt.